# Sac de Mahón
Conflits algéro-hispaniques
Le sac de Mahón a eu lieu du 1er au 3 septembre 1535, lorsque Khayr ad-Din Barberousse, beylerbey d'Alger, conquiert et razzie le port de Mahón, dans les Îles Baléares alors possession de l'Empire espagnol.
À la tête d'une flotte de 22 galères, 9 galiotes, et 2 500 soldats, Barberousse écrase la garnison de l'île, et saccage la place de Mahón.
Cette expédition survient après la déroute de Barberousse lors de la conquête espagnole de Tunis de 1535 dirigée par Charles Quint. Barberousse fuit Tunis, et se replie avec sa flotte sur Bouna.
La nuit du 1er septembre 1535, l'armada de la régence d'Alger est entré dans le port de Mahón, au retour de la conquête de Tunis. Les frères franciscains Bartomeu Genestar, et Francesc Coll étaient allés rencontrer les navires sur le port.
Le gouverneur de la ville est tué lors des affrontements. La ville, pillée, et en proie aux viols, incendies, déprédations, Barberousse parvint à faire 600 prisonniers, les dirigeants de la ville se sont réfugiés à Binimaimut.
L'attaque a conduit à la construction du château de San Felipe en 1554 avec la mise en place d'une garnison de soldats d'élites.